# Тромеђа
Тромеђа је географска тачка где се сусрећу границе трију држава или других ентитета.
У Свету тренутно постоји између 157 и 207 тромеђа (у зависности од различитих извора). Половина њих није у целости одређена пошто се поклапају са водама (реке, језера, мора). Када на сувом, тромеђе су обично одређене са средишње постављеном ознаком (попут примера са прве слике) у виду стуба. Некад су дате тачке и значајна спомен-места.